# Chris Kimsey
Christopher Kenneth Kimsey (Battersea, Londres, Reino Unido, 3 de diciembre de 1951) es un productor discográfico, ingeniero de sonido y músico inglés famoso por haber coproducido los álbumes Undercover y Steel Wheels de The Rolling Stones.
También fue un ingeniero en su álbum Sticky Fingers (1971) como en Some Girls (1978) y en Emotional Rescue (1980), y asistió a Mick Jagger y Keith Richards en la preparación de Tattoo You (1981). Fue el ingeniero y productor asociado de Emotional Rescue y Tattoo You.
También a trabajado con Peter Frampton, Marillion, The Cult, Peter Tosh, The Psychedelic Furs, Emerson, Lake & Palmer Ten Years After, Johnny Hallyday, Louis Bertignac, Diesel Park West, JoBoxers, Killing Joke, New Model Army, Ash, The Chieftains, Soul Asylum, Duran Duran, Yes, Anderson Bruford Wakeman Howe, INXS, Anti Nowhere League, Moral Code X, The Proclaimers y Golden Earring.
También fue el ingeniero de grabación del álbum en vivo Frampton Comes Alive! de 1976.
Para el tercer álbum de Bill Wyman de 1982, Kimsey sirvió como coproductor (con Wyman) e ingeniero (con Stuart Epps). También hizo el mástring del álbum con Ted Jensen, lo mezcló, aportó coros y coescribió la canción «Jump Up» con Wyman.
Kimsey hace la voz del médico en el álbum Clutching at Straws (1987) de Marillion.
Chris Kimsey es reconocido por mezclar las actuaciones de Elton John, Paul McCartney y Cliff Richard & The Shadows en el doble álbum de Knebworth en 1990.
Kimsey también fue un juez del 7.º Independent Music Awards para apoyar las carreras de artistas independientes.
En 2014 Chris Kimsey regresó a los Olympic Studios, donde comenzó su carrera. Él está sirviendo como el consultor de sonido e ingeniero para su serie de conciertos en vivo e instalaciones de grabación.

## Selección de su trabajo como productor
Sirvió como productor, coproductor o productor asociado en los siguientes registros:
- Bill Wyman: (1974) Monkey Grip, (1982) Bill Wyman
- Peter Frampton: (1976) Frampton, (1977) I'm in You, (1979) Where I Should Be, (1989) Classics, Vol.12, (1992) Shine On: A Collection, (1996) Greatest Hits, (1998) The Very Best of Peter Frampton, (2001) Anthology: The History of Peter Frampton, (2003) 20th Century Masters – The Millennium Collection: The Best of Peter Frampton, (2005) Gold, (2008) Wind of Change/Frampton’s Camel, (2010) Thank You Mr. Churchill, (2011) Icon
- F.B.I. (1976) F.B.I.
- Strapps (1976) Secret Damage
- The Rolling Stones: (1978) Some Girls, (1980) Emotional Rescue, (1981) Tattoo You, (1983) Undercover, (1989) Steel Wheels, (1991) Flashpoint, (1993) Jump Back: The Best of the Rolling Stones 1971-1993, (2002) Forty Licks, (2011) Singles 1971–2006, (2011) GRRR!
- Carillo (1978) Rings Around the Moon
- Terry Reid (1979) Rogue Waves
- Doc Holiday (1981) Doc Holiday
- The Dice (1982) The Dice
- Jimmy Cliff: (1982) Special, (1997) Super Hits, (2002) We All Are One: The Best of Jimmy Cliff, (2003) Sunshine in the Music, (2003) Singles
- Peter Tosh: (1983) Mama Africa, (1988) The Toughest (Capitol), (1996) The Best of Peter Tosh: Dread Don’t Die, (2008) The Best of Peter Tosh (VCT), (2012) 1978–1987
- Joan Jett & the Blackhearts (1984) Glorious Results of a Misspent Youth
- The Cult: (1984) Dreamtime, (1991) Ressurection Joe, (1993) Pure Cult: for Rockers, Ravers, Lovers, and Sinners, (1996) High Octane Cult, (2000) Rare Cult, (2000) Pure Cult: The Singles 1984-1995
- Weird Science (1985) banda sonora
- Killing Joke: (1985) Night Time, (1986) Brighter Than a Thousand Suns, (1992) Laugh? I Nearly Bought One!, (2004) For Beginners'
- Marillion: (1985) Misplaced Childhood, (1986) Brief Encounter, (1987) Clutching at Straws, (1988) B'Sides Themselves, (1992) Six of One, Half Dozen of the Other, (1997) Real to Reel/Brief Encounter, (1997) The Best of Both Worlds, (2003) The Best of Marillion, (2003) The Singles Boxset, Vol. 2, (2009) The Singles '82-'88
- Cactus World News (1986) Urban Beaches
- The Psychedelic Furs: (1987) Midnight to Midnight, (1988) All of This and Nothing, (1994) B-Sides and Lost Grooves, (1997) Should God Forget: A Retrospective, (2001) Greatest Hits
- The Escape Club (1988) Wild Wild West
- Noiseworks (1988) Touch
- Hurrah! (1988) The Beautiful
- Diesel Park West (1989) Shakespeare Alabama
- Anderson Bruford Wakeman Howe: (1989) Quartet (I’m Alive), (1989) Order of the Universe , (1989) Brother of Mine (#1) , (1989) Brother of Mine (#2), (1989) Anderson Bruford Wakeman Howe
- Duran Duran: (1990) Liberty, (1993) Ordinary World, (1998) Greatest, (1999) Strange Behaviour, (2004) Singles Box Set 1986–1995
- Maryen Cairns (1991) Pictures Within
- Fish: (1991) Internal Exile, (1995) Yin
- Quireboys (1992) Bitter Sweet and Twisted
- Curt Smith (1993) Soul on Board
- Wendy James (1993) Now Ain't the Time for Your Tears
- Kinky Machine (1993) Kinky Machine
- INXS: (1993) Full Moon Dirty Hearts
- Colin James: (1993) Colin James and the Little Big Band, (1995) Bad Habits, (2011) Take it From the Top: The Best of Colin James
- London Symphony Orchestra (1994) Symphonic Music of the Rolling Stones
- Johnny Hallyday: (1994) Rough Town, (1996) Destination Vegas
- Eat (1994) Epicure
- The Chieftains (1995) The Long Black Veil
- Varios Artistas (1995) Punk You!, Vol. 1: Music for the Discerning Slacker Punk
- Varios Artistas (1995) Night Moves, Vol. 4
- Billy Squire: (1996) Reach for the Sky: The Anthology
- Kingpin (1996) banda sonora
- JoBoxers (1996) Essential Boxerbeat
- Gipsy Kings (1996) Compas
- Fish (1998) Kettle of Fish
- Soul Asylum: (1998) I Will Still Be Laughing, (1998) Close, (1998) Candy From a Stranger, (2008) Super Hits
- Billionaire (1999) Ascension
- Ash: (2000) Wild Surf, Pt. 1, (2002) Intergalactic Sonic 7"s, (2011) The Best of Ashe
- Deacon Blue: (2000) Our Town: The Greatest Hits, (2012) The Rest
- The Proclaimers: (2001) Persevere, (2002) The Best of The Proclaimers, (2012) The Very Best of 25 Years 1987–2012
- David Knopfler: (2002) Wishbones, (2004) Ship of Dreams
- The Law (2002) The Law
- Yes (2002) In a Word: Yes (1969–)
- Tom Jones (2003) The Definitive Tom Jones 1964–2002 Box Set
- The Bandits (2003) And They Walked Away
- Tony Moore (2005) Perfect and Beautiful
- New Model Army: (2007) High, (2008) Today Is a Good Day, (2011) Anthology
- Reemer (2007) Snakes and Ladders
- Kiki Dee (2009) The Best of Kiki Dee
- MP4 (2010) Cross Party
- Very Emergency: (2010) The Getaway
- Saint Jude (2010) Diary of a Soul Fiend
- Thirsty (2014) Thirsty
- Short Stack (2015) Dance With Me EP[7]

## Selección de su trabajo como ingeniero de mezcla
Se desempeñó como ingeniero de mezcla o asistente de ingeniería en las siguientes grabaciones:
- Ten Years After: (1970) Watt, (1971) A Space in Time, (1972) Rock & Roll Music to the World, (1973) Recorded Live, (2002) The Anthology 1967–1971, (2010) Think About the Times: The Chrysalis Years 1969–1972
- Led Zeppelin (1970) Led Zeppelin III
- B.B. Blunder (1971) Workers' Playtime
- The Rolling Stones: (1971) Sticky Fingers, (1978) Some Girls, (1980) Emotional Rescue, (1981) Tattoo You, (1983) Undercover, (1989) Steel Wheels, (1991) Flashpoint, (1995) Stripped, (2009) The Rolling Stones Box Set, (2011) Singles 1971–2006, (2011) GRRR!
- B.B. King (1971) In London
- Peter Frampton: (1972) Wind of Change, (1973) Frampton's Camel, (1974) Somethin's Happening, (1974) Frampton, (1976) Frampton Comes Alive, (1977) I'm in You, (1992) Shine On: A Collection, (2005) Gold, (2008) Wind of Change/Frampton’s Camel, (2010) Thank You Mr. Churchill
- Howl the Good (1972) Howl the Good
- Bobby Keys (1972) Bobby Keys
- Spooky Tooth (1973) You Broke My Heart So I Busted Your Jaw
- Stray Dog (1973) Stray Dog
- Emerson Lake & Palmer: (1973) Brain Salad Surgery
- Bill Wyman: (1974) Monkey Grip and (1982) Bill Wyman
- Johnny Hallyday: (1974) Je T’Aime Je T’Aime Je T’Aime, (1993) Parc des Princes 1993, (1995) Lorada, (1996) Destination Vegas, (1997) Anthologie, Vol. 2, (1998) Anthologie, 1970–75
- F.B.I. (1976) F.B.I.
- Automatic Man (1976) Automatic Man
- Bad Company(1977) Burnin' Sky
- Carillo (1978) Rings Around the Moon
- Terry Reid (1979) Rogue Waves
- Doc Holiday (1981) Doc Holiday
- Peter Tosh: (1983) Mama Africa, (1996) The Best of Peter Tosh: Dread Don’t Die
- The Colourfield (1985) Virgins and Philistines
- Killing Joke: (1985) Night Time, (1986) Brighter Than a Thousand Suns, (1992) Laugh? I Nearly Bought One!
- Marillion (1985) Misplaced Childhood
- The Psychedelic Furs: (1987) Midnight to Midnight, (2008) Psychedelic Furs/Talk Talk Talk/Forever Now/Mirror Moves/Midnight to Midnight
- Diesel Park West (1989) Shakespeare Alabama
- Anderson Bruford Wakeman Howe (1989) Anderson Bruford Wakeman Howe
- Fish: (1991) Internal Exile, (1995) Yin
- Curt Smith (1993) Soul on Board
- Wendy James (1993) Now Ain't the Time for Your Tears
- INXS: (1993) Full Moon Dirty Hearts, (2001) Shine Like It Does: The Anthology (1979–1997), (2001) The Years 1979-1997
- Colin James: (1993) Colin James and the Little Big Band, (1995) Bad Habits, (2011) Take it From the Top: The Best of Colin James
- London Symphony Orchestra (1994) Symphonic Music of the Rolling Stones
- The Chieftains: (1995) The Long Black Veil, (2002) The Wide World Over, (2005) Live from Dublin: A Tribute to Derek Bell
- Kingpin (1996) banda sonora
- Gipsy Kings (1996) Compas
- Greg Lake (1997) From the Beginning: Retrospective
- Mott the Hoople (1998) All the Young Dudes: Box Set
- Gary Wright: (1998) Best of Gary Wright: The Dream Weaver, (2005) Extraction/Footprint
- Bad Company (1999) The Original Bad Company Anthology
- Billionaire (1999) Ascension
- Deacon Blue: (2000) Our Town: The Greatest Hits, (2012) The Rest
- The Proclaimers: (2001) Persevere, (2002) The Best of The Proclaimers, (2012) The Very Best of 25 Years 1987–2012
- David Knopfler: (2002) Wishbones, (2004) Ship of Dreams
- Yes (2002) In a Word: Yes (1969–)
- Tom Jones (2003) The Definitive Tom Jones 1964–2002 Box Set
- The Bandits (2003) And They Walked Away
- Tony Moore (2005) Perfect and Beautiful
- Canterbury Glass (2007) Sacred Scenes and Characters
- New Model Army (2007) High, (2011) Anthology
- Chris Jagger (2009) The Ridge
- Very Emergency (2010) The Getaway
- Saint Jude (2010) Diary of a Soul Fiend
- Thirsty (2014) Thirsty[8]
- Short Stack (2015) Dance With Me EP